# Flota turistică a României

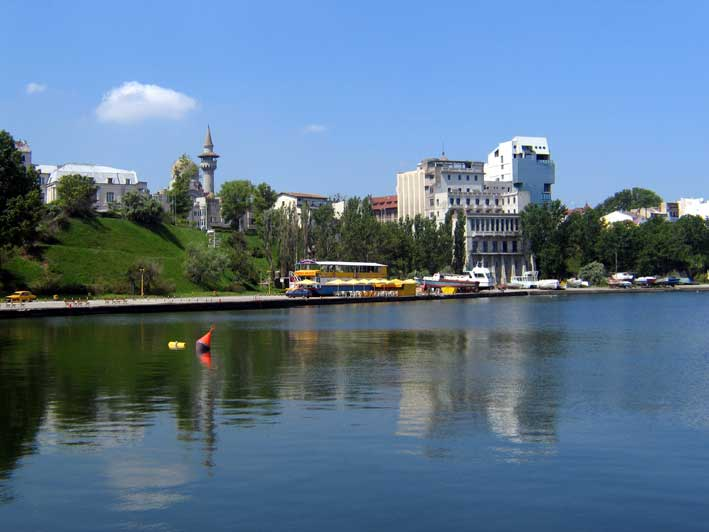
Portul turistic Tomis la Constanța, în 2010.

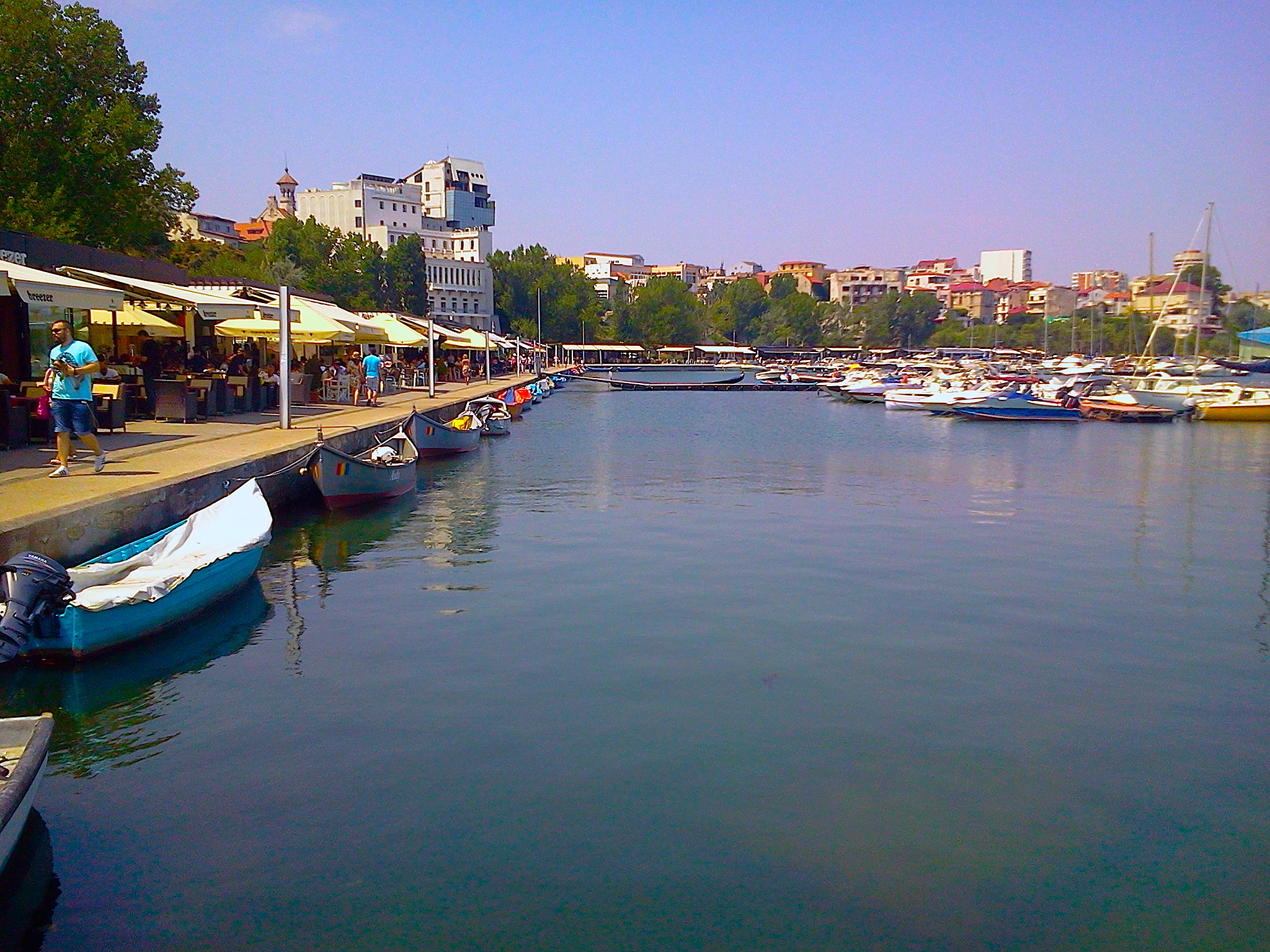
Portul turistic Tomis în 2017.

O flotă turistică cuprinde ambarcații destinate turismului, fie maritim, fie fluvial, aparținând unor companii publice sau private, sau unor particulari amatori de navigație sau de pescuit amator pe apă.

## Flota turistică românească maritimă și fluvială
Flota turistică maritimă sub pavilion românesc, a cuprins odinioară sute de unități de diverse dimensiuni, de la numeroasele iole, lotci cu pânze sau bărci de pescuit ale particularilor, și de la șalupele estivale de pasageri deservind linia Constanța-Eforie-Mangalia, până la motonavele (vapoarele) de mari dimensiuni precum „România”, „Dacia”, „Împăratul Traian”, „Transilvania” sau  „Basarabia” ale Serviciului Maritim Român (ultima, confiscată de URSS în 1945 și rebotezată  „Украина”/„Ucraina”, apare în filmul  „Бриллиантовая рука”/„Mâna cu briliante” de Leonid Gaidai, 1968). Astăzi flota turistică maritimă sub pavilion românesc nu mai cuprinde nici-un vapor, iar navele particulare includ mai puțin de cincizeci de unități, dintre care cea mai mare este goeleta Adornate aparținând unei companii privată de croaziere de lux din Constanța. În acest domeniu economic, foarte dezvoltat în țările care dispun de un litoral, România reprezintă o excepție, deoarece flota turistică maritimă a dispărut în anii comunismului, când marea devenise o zonă de frontieră strict păzită unde numai ambarcațiile aparținând statului erau autorizate să pătrundă și să navigheze.
După întoarcerea la economia de piață, în România, legislația, regulamentele maritime, investițiile și infrastructurile portuare turistice nu s-au modificat substanțial: navigația de turism și de pescuit individual (dezvoltată înainte de război, și astăzi foarte răspândită în restul Europei), este încă redusă în 2017: portul turistic Tomis, concesionat unei firme private, nu dispune decât de patru pontoane plutitoare de abordare; numărul traulelor de pescuit este redus la cinci iar bărcile de închiriat sunt vreo 15, deoarece în mentalitatea populației constănțene, cât și în cea a factorilor de conducere, prezența pe mare a unei mulțimi de ambarcații de pescuit sau turistice, și crearea porturilor de turism și a organismelor de supraveghere necesare, nu apar ca o prioritate economică. Această situație este o „moștenire nerezolvată" a României comuniste care, nevând interes, fonduri și competențe pentru păstrarea patrimoniului naval pe apă, a lăsat în paragină atât goeleta Speranța dezmembrată în anii 1980, cât și fostul iaht regal al României, nava Luceafărul ulterior Libertatea, vândut în 1999 ca „fier vechi" unei companii britanice care l-a restaurat și-l folosește sub numele de Nahlin. În acea perioadă comunistă, numai bricul Mircea a fost socotit demn de a fi restaurat (în 1966). 
Din acest motiv, flota turistică maritimă nu s-a putut dezvolta în România ca în țările vest- sau sud-europene cu litoral, unde este un sector economic înfloritor, cerința internațională de locuri la cheu depășind cu mult oferta, cu termeni de așteptare depășind zece ani.
Flota turistică fluvială, care a cuprins odinioară peste douăzeci de motonave precum „Ștefan cel Mare”, „Carol II”, „Cetatea Albă”, „Anghel Saligny”, „Grigore Manu”, „Carpați” sau „Oltenița”, este astăzi mult mai redusă, una dintre navele supraviețuitoare fiind vaporul cu aburi și zbaturi „Borcea”, bazat la Brăila.

## Galerie de imagini

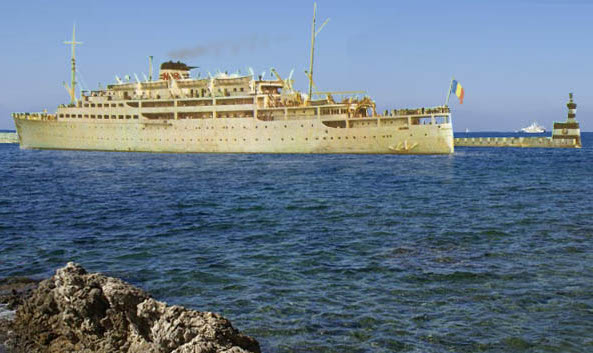
Motonava "Transilvania" în 1967. Azi (2010) este scufundată în Dunăre în bucăți, după un eșuaj, nu departe de Galați.
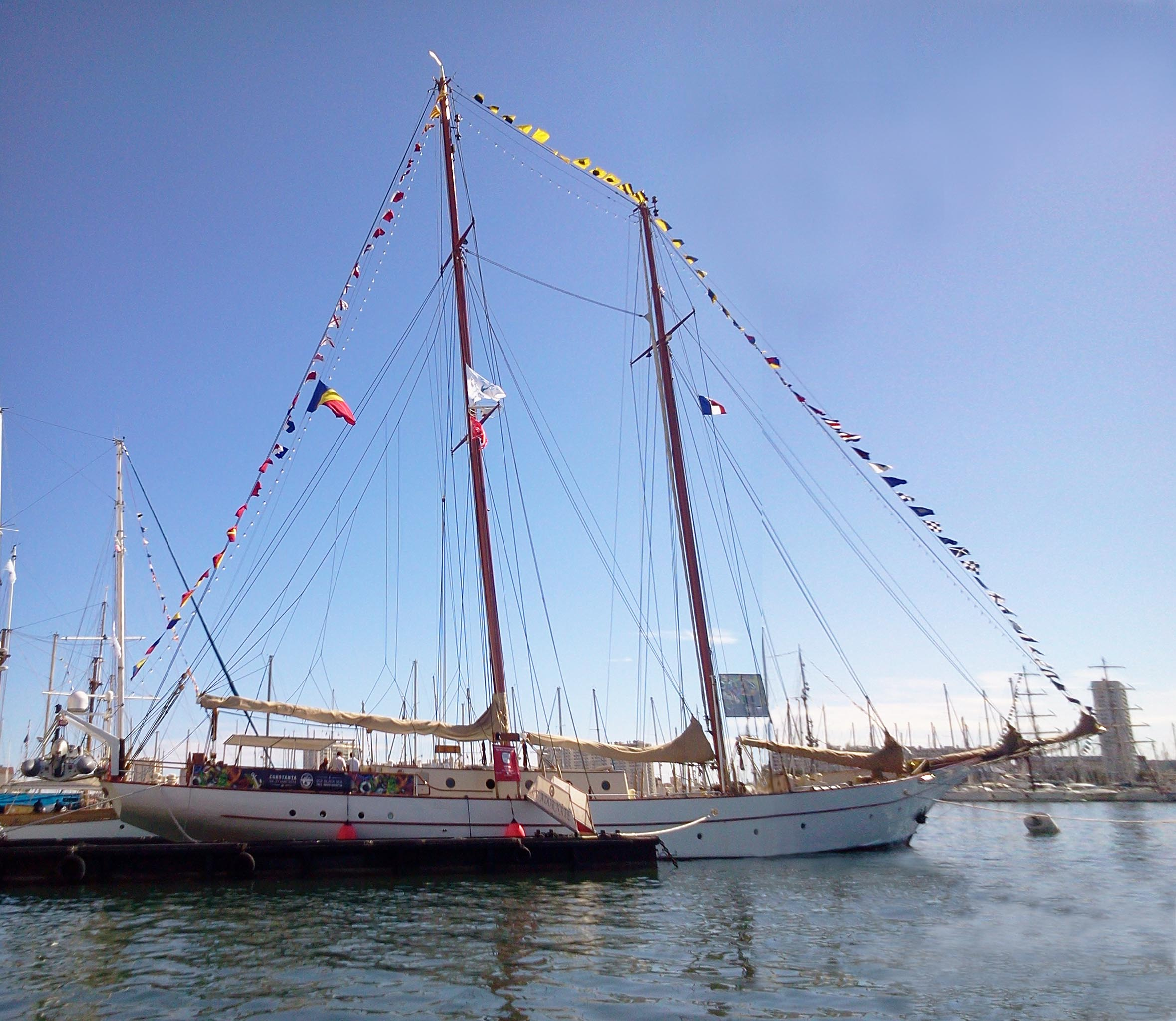
Goeleta Adornate achiziționată în 2006.
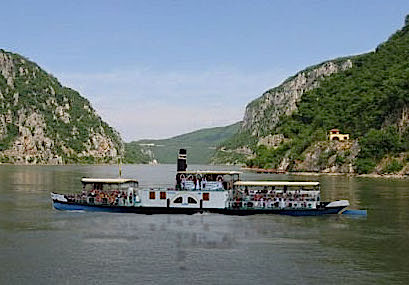
Vaporul cu aburi și zbaturi „Borcea”, construit acum mai bine de un secol în România, aici la Porțile de Fier.